# Campyloneurum rigidum
Campyloneurum rigidum är en stensöteväxtart som beskrevs av John Smith. Campyloneurum rigidum ingår i släktet Campyloneurum och familjen Polypodiaceae. Inga underarter finns listade.